# 341. strelska divizija (ZSSR)
341. strelska divizija (izvirno rusko 341. стрелковая дивизия; kratica 341. SD) je bila strelska divizija Rdeče armade v času druge svetovne vojne.

## Zgodovina
Divizija je bila ustanovljena decembra 1941 v Stalingradu in uničena maja 1942. Ponovno so jo ustanovili v Beloruskem vojaškem okrožju.